# Глебов, Алексей Константинович
Алексе́й Константи́нович Гле́бов (11 [24] марта 1908 года, дер. Зверовичи, Смоленская губерния — 2 октября 1968, Минск) — советский скульптор, народный художник Белорусской ССР (1955).

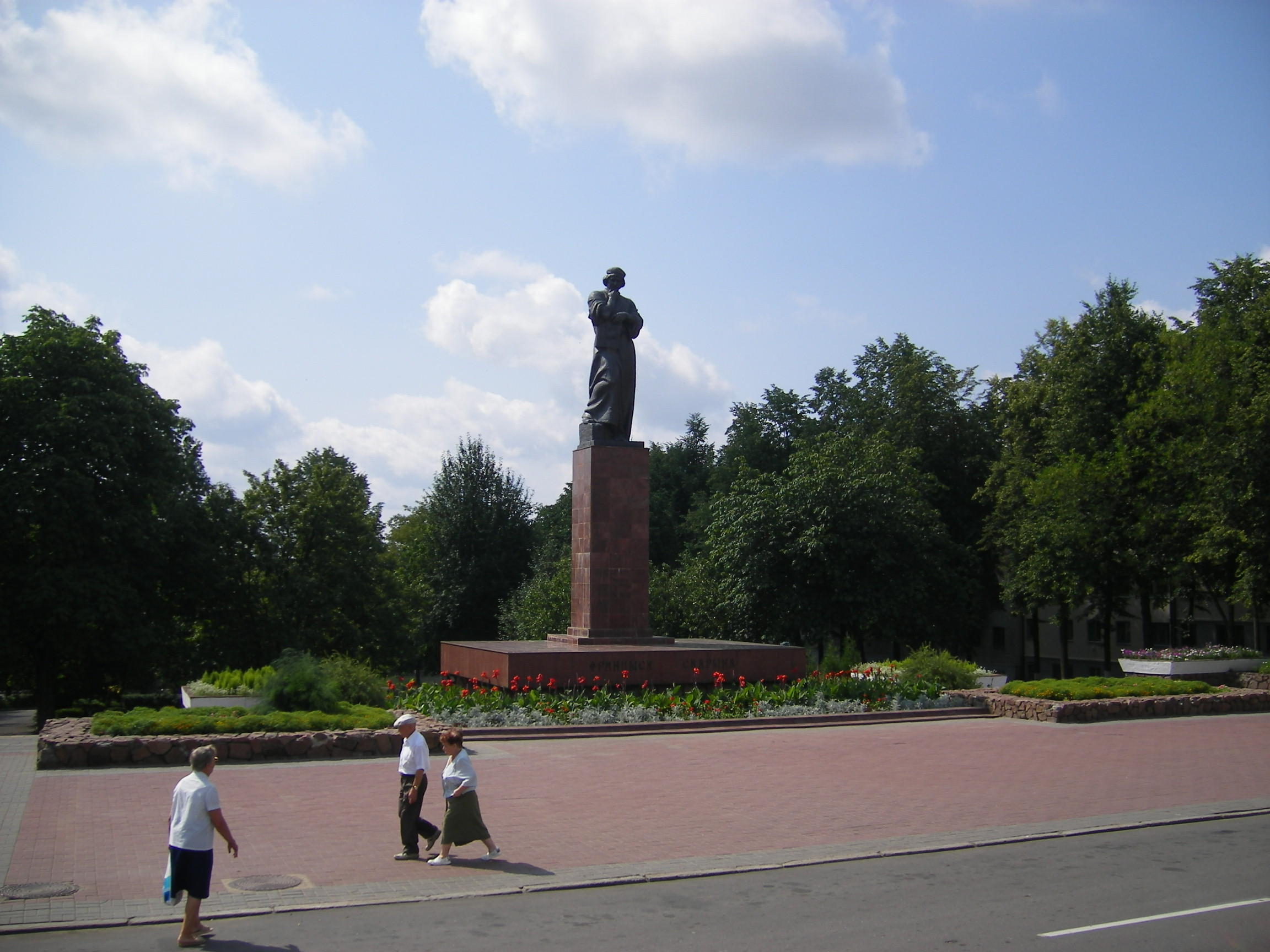
Памятник Франциску Скорине, созданный по проекту А. К. Глебова в Полоцке

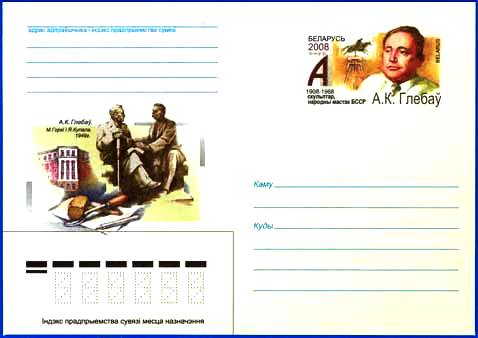
Конверт Республики Беларусь от 22 мая 2008 года — 100 лет со дня рождения А. К. Глебова. Скульптурная композиция «Максим Горький и Янка Купала» (1949)

Могила Глебова на Восточном кладбище Минска.

## Биография
Родился 11 (24) марта 1908 года в белорусском селе Зверовичи (ныне в Смоленской области, Россия). Окончил Витебский художественный техникум (1930). Преподавал в Белорусском театрально-художественном институте (1955—1968). Работал в области портретной, сюжетно-композиционной и монументальной пластики.
Скульптор много лет работал над памятником белорусскому первопечатнику Франциску Скорине. В 1946 году была создана небольшая по размерам модель первопечатника с глобусом в руках. В 1954 году из дерева была вырезана новая статуя Скорины, экспонировавшаяся в 1955 году на ВДНХ в Москве.
В 1967 году Глебов создал модель памятника Скорине для Полоцка. Отлить из бронзы скульптуру он не успел, это сделали за него его ученики — скульпторы Игорь Глебов и Андрей Заспицкий.
В 1976 году Алексею Глебову посмертно была присуждена Государственная премия БССР за памятник Франциску Скорине в Полоцке.

## Произведения
- Группа «Гражданская война в Белоруссии» (глина, 1937—1940, не сохранилась)
- Конная статуя Л. М. Доватора (гипс, 1945, Областной краеведческий музей, Витебск)
- Портрет В. И. Владомирского (бронза, 1949)
- Группа «Максим Горький и Янка Купала», 1949 г.
- «Георгий Скорина» (дерево, 1954),
- Группа «Встреча В. И. Ленина на Финляндском вокзале в апреле 1917 года» (гипс, 1957—1958) — все в Художественном музее БССР, Минск
- Рельеф «Партизаны Белоруссии» (бронза, 1954) для памятника воинам Советской Армии и партизанам в Минске.
- Памятник Петру Лебедеву (чугун, 1953) в Москве перед зданием физического факультета Московского государственного университета.

## Награды и звания
- Орден Ленина (27.10.1967)[3]
- Два ордена Трудового Красного Знамени (в т.ч. 1948)
- Народный художник Белорусской ССР (1955)
- Заслуженный деятель искусств Белорусской ССР (1944)[4]
- Лауреат Государственной премии БССР (1976, посмертно)[4]

## Мемориал
- Именем Алексея Глебова назван Минский государственный художественный колледж, являющийся историческим преемником Витебского художественного училища, в котором художник учился до Второй мировой войны.